# Zilvervlektangare
De zilvervlektangare (Tangara nigroviridis) is een zangvogel uit de familie Thraupidae (tangaren).

## Verspreiding en leefgebied
Deze soort telt 4 ondersoorten:
- T. n. cyanescens: van noordoostelijk Colombia en noordelijk Venezuela, westelijk Colombia tot westelijk Ecuador.
- T. n. nigroviridis: de oostelijke helling van de oostelijke Andes in Colombia en Ecuador.
- T. n. lozanoana: van Lara tot Táchira (noordwestelijk Venezuela).
- T. n. berlepschi: van oostelijk Peru tot centraal Bolivia.